# Kike Salas
Enrique Jesús Salas Valiente (Morón de la Frontera, España, 23 de abril de 2002), más conocido como Kike Salas, es un futbolista español que juega en el Sevilla FC de la Primera División de España como defensa. Fue campeón del mundo de pádel en el 2011 en categoría benjamín. Es sobrino del exfutbolista Víctor Salas.

## Trayectoria
Criado en las categorías inferiores del Sevilla F. C., saltó desde los juveniles al Sevilla Atlético en la temporada 2021-22, aunque ya había debutado un año antes contra el Yeclano Deportivo. La siguiente temporada, a pesar de tener ficha del filial empezó ya a ser convocado con el primer equipo e incluso entró en la plantilla de futuribles para jugar la Liga de Campeones de esa temporada.
Debutó con el Sevilla F. C. el 10 de septiembre de 2022 saliendo como titular ante el R. C. D. Espanyol. En el mercado invernal fue cedido al C. D. Tenerife tras renovar con el club hispalense hasta 2026. Debutó con el equipo tinerfeño en la derrota contra el Sporting de Gijón.

## Vida privada
El 14 de enero de 2025 fue detenido por, presuntamente, provocar tarjetas amarillas en partidos disputados por su equipo para que personas de su entorno ganaran dinero con apuestas. Tras comparecer ante el juez, acogiéndose al derecho de no declarar, fue puesto en libertad.

## Estadísticas
Actualizado al último partido disputado el 24 de septiembre de 2024.
| Club | Div.          | Temporada     | Liga  | Liga  | Liga   | Copas(1) | Copas(1) | Copas(1) | Torneos internacionales(2) | Torneos internacionales(2) | Torneos internacionales(2) | Total | Total | Total  |
| Club | Div.          | Temporada     | Part. | Goles | Asist. | Part.    | Goles    | Asist.   | Part.                      | Goles                      | Asist.                     | Part. | Goles | Asist. |
| --- | ------------- | ------------- | ----- | ----- | ------ | -------- | -------- | -------- | -------------------------- | -------------------------- | -------------------------- | ----- | ----- | ------ |
| Sevilla Atlético · España | 2.ª B         | 2020-21       | 1     | 0     | 0      | ―        | ―        | ―        | ―                          | ―                          | ―                          | 1     | 0     | 0      |
| Sevilla Atlético · España | 1.ª RFEF      | 2021-22       | 29    | 1     | 2      | ―        | ―        | ―        | 8                          | 0                          | 0                          | 37    | 1     | 2      |
| Sevilla Atlético · España | 2.ª F         | 2022-23       | 6     | 1     | 1      | ―        | ―        | ―        | ―                          | ―                          | ―                          | 6     | 1     | 1      |
| Sevilla Atlético · España | Total club    | Total club    | 36    | 2     | 3      | ―        | ―        | ―        | 8                          | 0                          | 0                          | 44    | 2     | 3      |
| Sevilla F. C. · España | 1.ª           | 2022-23       | 6     | 1     | 1      | 2        | 0        | 0        | 2                          | 0                          | 0                          | 10    | 1     | 1      |
| Sevilla F. C. · España | Total club    | Total club    | 6     | 1     | 3      | 2        | 0        | 0        | 2                          | 0                          | 0                          | 10    | 1     | 1      |
| C. D. Tenerife · España | 2.ª           | 2022-23       | 7     | 0     | 0      | ―        | ―        | ―        | ―                          | ―                          | ―                          | 7     | 0     | 0      |
| C. D. Tenerife · España | Total club    | Total club    | 7     | 0     | 0      | 0        | 0        | 0        | 0                          | 0                          | 0                          | 7     | 0     | 0      |
| Sevilla F. C. · España | 1.ª           | 2023-24       | 23    | 3     | 0      | 3        | 0        | 0        | 3                          | 0                          | 0                          | 29    | 3     | 0      |
| Sevilla F. C. · España | Total club    | Total club    | 23    | 3     | 0      | 3        | 0        | 0        | 3                          | 0                          | 0                          | 29    | 3     | 0      |
| Total carrera | Total carrera | Total carrera | 72    | 6     | 4      | 5        | 0        | 0        | 13                         | 0                          | 0                          | 90    | 6     | 4      |
| (1)Incluidos los datos de la Copa del Rey(2022-23). (2)Incluidos los datos de la Liga Juvenil de la UEFA (2021-22), Champions League (2022-23) y Desafío de Clubes UEFA-Conmebol 2023. |               |               |       |       |        |          |          |          |                            |                            |                            |       |       |        |

## Palmarés

### Distinciones individuales
| Distinción                                                     | Año       |
| -------------------------------------------------------------- | --------- |
| Mejor deportista local promesa en la Gala del Deporte de Morón | 2012 2013 |